# Alomya semiflava
Alomya semiflava är en stekelart som beskrevs av Stephens 1835. Alomya semiflava ingår i släktet Alomya och familjen brokparasitsteklar. Inga underarter finns listade i Catalogue of Life.